# 恐嚇軟體
恐嚇軟體是勒索軟體的其中一種類型。通常分為兩種，一種隨電子郵件上下載下來或觸發的，另一種為假冒安全軟體。
最有名的為間諜軟件，當你執行掃描動作，他會告訴你電腦上有千種甚至萬種病毒在不安全防護下，須立刻付費註冊並執行清理。但若你卸載後改用其他安全軟體，則發現才五百左右危險性，根本沒有像前者所述。
隨電子郵件上下載並安裝的，則有謊稱自己是保密軟體。輸入密碼可以解鎖使用電腦，初期引人入目，也可防範小孩子亂玩。但隨試用期時間過去，他會開始恐嚇你若不付費，將會損害電腦內的資訊。但專家指出只是恐嚇軟體，用不同手段，磁碟內仍可找出已存檔案。

## 外部連結
- YouTube上的Demonstration of scareware
- The Case of the Unusable System （页面存档备份，存于）
- Yes, that PC cleanup app you saw on TV at 3 a.m. is a waste （页面存档备份，存于）